# Station Crossflatts
Crossflatts is een spoorwegstation van National Rail in Bingley, Bradford in Engeland. Het station is eigendom van Network Rail en wordt beheerd door Northern Rail. Het station is geopend in 1982.